# Synodontis zanzibaricus
Synodontis zanzibaricus är en afrikansk, afrotropisk fiskart i ordningen Malartade fiskar som lever i Kenya och Tanzania. Det har även förekommit ej helt vetenskapligt säkerställda uppgifter om att den skulle finnas i Somalia. Den är främst nattaktiv. Denna fisk kan bli upp till 25 cm lång och lever i knappt 3 år.
Arten lever i våtmarker.
Det är inget känt om populationens storlek och möjliga hot. IUCN listar arten med kunskapsbrist (DD).